# Forces Aliades Somalis
Forces Aliades Somalis (FAS) fou un moviment polític-militar de Somàlia que va lluitar pel control de Jubaland a la segona meitat dels anys noranta.
Muhammad Siyad Hersi, àlies Morgan, amb el suport del Front Nacional Somali (marehan) i el Moviment Patriòtic Somali-facció Gabylow (ogadeni-darod), tenia el control de la major part del Jubaland des del 1993 i de Kismaayo des del 1994 d'on va expulsar al Moviment Patriòtic Somali, facció de Jess (ogadeni) que havia cooperat amb les forces de pau. El març del 1995 l'ONU va deixar el país i els enemics de Morgan (ogadeni, marehan del Front Nacional Somali, i habar gedir principalment) es van agrupar i van formar les Forces Aliades Somalis que finalment van expulsar a Morgan de Kismaayo l'11 de juny de 1999.
L'organització va agafar el nom d'Aliança de la Vall del Juba el 18 de juny del 2001.